# Conhecimento tradicional

O uso da cinchona para tratar a malária tem origem em conhecimentos de populações indígenas da América do Sul.

O conhecimento tradicional (ou saber tradicional, conhecimento local, conhecimento autóctone, etnociência) são os sistemas de conhecimento incorporados nas tradições culturais das comunidades: regionais, indígenas, ou locais. O conhecimento tradicional inclui tipos de conhecimento sobre tecnologias tradicionais de sobrevivência e subsistência (por exemplo ferramentas ou técnicas para caça ou agricultura), obstetrícia, ecologia, medicina tradicional, navegação, astronomia, clima e, outros. Esses tipos de conhecimento geralmente são baseados em acumulações de observação empírica, um produto histórico resultado do modo de vida (intelecto coletivo) de uma comunidade tradicional e, no relacionamento com o meio ambiente/biodiversidade em que está inserida.
Este saber se reconstrói na transmissão entre as gerações e, possui uma aplicação prática na sociedade. Frequentemente o conhecimento tradicional é passado oralmente entre as pessoas por gerações. Algumas formas de conhecimento tradicional encontram expressão em histórias, lendas, folclore, rituais, músicas e leis.

## Forma inconsciente de conhecimentos práticos
Poderia também se definir o saber tradicional como todo o trabalho de investigação desenvolvido por diversos povos antes de chegar à industrialização. Em nosso mundo existe uma parte importante de conhecimentos que são o fruto de milhões de experimentos levados a cabo no passado, dos quais temos perdido a memória, mas de cujos lucros nos beneficiamos.Efetivamente, o homem aparece sobre a terra há cerca de 7 milhões de anos. Todos os povos iniciaram seu caminho como caçadores-recolectores.Os que progridem se convertem em agricultores, atingindo finalmente a "moderna fase industrial".
Passar pela fase de agricultores constitui etapa obrigatória para progredir. A agricultura, como é sabido, permite ao homem adquirir melhores níveis de alimentação e gerar tempo livre, o que lhe tem permitido constituir civilizações complexas.
Sabe-se também que muito poucas espécies vivas, tanto animais como vegetais, são comestíveis para o homem, e consequentemente humanos podem utilizar apenas uma fração da biomasa existente no planeta. Ao transformar-se em agricultor, gradualmente o homem passou a selecionar e cruzar plantas e animais com o objetivo de melhorar sua produtividade e adaptar-se a mudanças; um trabalho de tentativa e erro executado ao longo de milhares de anos de dedicação contínua. Por exemplo, estudos mostram que dentre as primeiras plantas domesticadas pelo homem no Crescente Fértil, por volta do ano 8 500 A.C. encontravam-se trigo, vagens e oliveiras, produtos amplamente consumidos até nossos dias e que consistem a base da alimentação de grande parte da população mundial. De fato o homem deve a esse enorme esforço a sua produção agrícola e grande parte dos produtos que utiliza, como no caso das plantas e remédios medicinais.
Embora os conhecimentos ancestrais sejam limitados em sua difusão, pois em geral são exclusivos da cada uma das culturas, existem importantes tentativas de compila-los e divulga-los.

## Saber tradicional e saber científico
De acordo com Manuela Carneiro da Cunha, os saberes tradicionais e os saberes científicos são diferentes, porém semelhantes, pois ambos são necessários e são formas de entender o mundo e enfrentá-lo; de acordo com Claude Lévi-Strauss, entre os povos tradicionais existem técnicas que foram desenvolvidas (algumas complexas) onde o espírito científico estava presente através da: curiosidade dedicada, o prazer de conhecer, observações e experiências com resultados práticos e imediatamente utilizáveis na sociedade (atitudes científicas).
A concepção de ciência transformou-se nos últimos tempos, não sendo mais considerada neutra e não somente válida pela perspectiva verificacionista.  A ciência ocidental moderna agora assemelha-se à ciência autóctone não-ocidental (tradicional). De acordo com Vandana Shiva: "A ciência emerge de cientistas com metáforas e paradigmas pressupostos, que determinam o sentido dos termos, conceitos e status da observação e do fato."